# Прва пољска болница у Драгоманцима
Прва пољска болница у Драгоманцима или у пуном називу Прва хируршка пољска болница Врховне команде у Драгоманцима,  била једна од Војних болница на Солунском фронту у селу Драгоманци (данас Апсалос) код Битоља. Болницу је основала и у њој радила група еминентних српских хирура, доктор Војислав Суботић и његови ученици Михаило Мика Петровићем, др Леоном Коен, др НиколаКрстић и други.

## Услови који су владали пре оснивања болнице
Доласком на Крф, расформиране су скоро све дотадашње српске санитетске установе. Нова организација српског санитетске службе установљена после потписивања 6. априла 1916. године у Паризу, француско-српског споразума била је за Србе умногоме неповољна. Срби, по овом споразуму нису имали права на сопствене армијске болнице, и на оснивање специјалистичких служби, јер су српске санитетске установе биле предвиђене само до нивоа оперативне војске. Одређена су по три алпинска завојишта за сваку дивизију, једно за хируршке случајеве, друго за заразне болести, треће за остале потребе.
Париски споразум, и нова организација санитета тешко је пала српским војним лекарима а нарочито хирурзима, а посебно оцу српске ратне хирургије др Михајлу Мики Петровићу, који је овако реаговао: 
| „ | Ми се (војни) лекари љутимо, кад нам резервни санитетски официри пребаце да је (на Солунском фронту) на њима лежао највећи део посла... Требало је заћи на фронт и уверити се да је био процентуално несразмерно мали број активних санитетских официра према резервним, док је у исто време у Солуну (по канцеларијама и надлештвима) процентуално био несразмерно велики број активних према резервним. Као да је девиза Санитета Врховне команде била: резерва на фронт, актива у позадину! А при све том наш санитет уопште није био малобројан.“ | ” |

Преостајала је само лична иницијатива, да се нешто промени у српском војном санитете на Солунском фронту коју су највише осим Петровића, испољили и др Ђорђе Нешић, др Милош Ђ. Поповић. Наиме они су искористили поклон од контесе Шабан де ла Палис, опрему за операциону салу, чак и рендген апарат, а уз рендген и инжењера Анри Геја, који ће се све време старати о поменутом апарату.
| „ | Добијање поменуте опреме било је тек пола посла; недостајали су шатори, кухиња, кревети постељина, све то је требало измолити од Француза. Срећом те је Михајло Петровић у то доба, као хирург, већ био познат широм Европе, па му је његов колега начелник француског санитета генерал др Пол Руот изишао у сусрет у толико, што је пазећи да не прекрши Париски споразум, дозволио оснивање Прве хируршке пољске болнице српске Врховне комадне у Василици, сеоцету југоисточно од Солуна. | ” |

## Оснивање болнице
Следили су нови догађаји на Солунском фронту, који ће утицати да др Петровић када је почела Горничевска битка, а потом борбе за Кајмакчалан, донесе одлучуку да болницу пресели што ближе фронту. Французи за ту сеобу нису хтели да чују. Ми вас снабдевамо, не може! И тако је Прва пољска болница у Драгоманцима основана уз муке и довијања, јер по одлуци савезника на њу Срби нису имали право по Париском споразуму. Посредовала је контеса Шабан де ла Палис, и код Француза и код Британаца који су попустили и својим камионима, заједно са 14 рага, „седам арапа и седам мазги колико је у свом саставу имала српска болница превезу материјал и људство на нову локацију. Тако је болница успела да се размести у Драгоманцима (данас Апсалосу у Грчкој), и ту остане до краја Великог рата. Тако ће Прва пољска болница у Драгоманцима „убрзо постати једна од најудобнијих на читавом Солунском фронту за хируршко збрињавање, али позната и због лечења кокошјег или ноћног слепила”.
Тако је захваљујући истрајношћу Врховне команде и њеног оснивача, оца српске ратне хирургије др Михаило Мика Петровић, након пресељењ из Василице у Драгоманце новооснована болница почела са радом од 22 септембра 1916. године. Тада је, прећутно, Прва хируршка пољска болница Врховне команде као војна формација увршћена у састав Друге српске армије.
Међутим ту муке нису престале јер се од самог почетка рада болнице, због великог прилива рањеника осећао недостатка кадра, па је њен командант др Петровић непрстано вапио за помоћ и тражио да му се у испомоћ пошаљу хирурзи. Но, уместо веће испомоћи послат му је само др Ђорђе Нешић.
| „ | Како и зашто остаће неразјашњено, али околности су се сретно поклопиле. Сва је прилика да су се сусрела два различита, али комплементарна карактера. И да су међусобни добри односи успостављени од првог трена. Нешић је у поређењу с Петровићем био – дипломата. Те му је Петровић, иако активни санитетски пуковник, а Нешић беше резервни санитетски мајор, са задовољством уступио место командира болнице. Но, легендарну болницу тек су чекала искушења. | ” |

Дана 23. фебруар 1917. године (по јулијанском календару): јака олуја срушила је пет великих шатора пуних рањеника. Овај догађај овако је описао у свом ратном дневнику др Михаило Петровић, 
| „ | ...Затражисмо од Врховне команде нове шаторе. Одговор је био – евакуишите се. Наравно да то нисмо учинили. Убрзо је почела обнова, изградња зграда плетара, добавака нових шатора, уз неизбежна натезања и надмудривања с главним савезником, те је Прва хируршка пољска болница Врховне команде, не само опстала, него се и проширила. | ” |

Након чињенице да је код повређених била велика „количина“ ратних повреда праћена болестима органа вида, сновано је и очно одељење са 150 до 200 болесника. Наиме према подацима др Ђорђа Нешића у Балканским ослободилачким ратовима ратне повреде органа вида, махом тешке природе, биле су заступљена са испод 2% (у односу на све остале повреде), док је у Великом рату њихов проценат био повећан на 6%. Међутим можда је на оснивање очног одељења више утицала масовна појава кокошјег слепила, која је на Солунском фронту, код српских војника настала као последица нарушеног здравља дугим лежањем у рововима од 1916-1918, без прекида и одмора. Станујући у влажним земуницама, иакоодлично храњени, војници су били изнурени, јер су били изложени беспрекидним и душевним и физичким напорима и потресима, и ослабљеног имунског ситема тифусом прележаним у
Србији и повлачењу, смлаћени скорбутом, маларијом и денгом на фронту. Услед тих општих узрока, код њих се појавила хемералопија (кокошије слепило) не у једном, негу у хиљадама случајева.

## Инфраструктура болнице
У моменту формирања болница је у свом саставу имала 6 шатора, 120 болесничких места, операциону салу и рендген и по свом изгледу била је једна од импровизована болница савезничких војски на Солинском фронту.
Састојала се прво од шатора, а нешто касније када их је поручила олуја почетком 1917. године од импровизованих објеката (зграда плетара) подигнутих у четири реда, шатора и импровизованих склоништа. Од функционалних просторија болница је имала три операционе сале, два превијалишта, рендген одељење, бактериолошку и серолошку лабораторију и апотеку. 
Мање зграде са по осам постеља служиле су за смештај и лечење тешких рањеника и налазиле су се у непосредној близини операционе сале.

## Рад болнице на збрињавању рањеника и болесника
Организација транспорта рањеника и болесника
Евакуацију и транспорт из зоне оперативних дејстава до пуковских санитетских станица вршила су одељења носилаца рањеника, а од њих до дивизијских завојишта транспорт су обављала мазгарска одељења или двоколице.
Даљи транспорт до изафронтовских прихватних пунктова и позадинских болничких установа преузеле су на себе савезничке институције (енглеске и француске) војне и хуманитарне, са својим особљем и транспорним средствима. У томе тешком и опасном послу (јер се радило о планинском терену), нарочито су се истакли летећи одреди малих камионета који су досезали и до најнеприступачнијих места. Њима су управљале храбре и пожртвоване и неустрашиве припаднице хуманитарних организација (Шкотских жена и друге).
Даљи транспорт ради дефинитивног збрињавања обављан је санитетским аутомобилима и железницом.
Хируршко збрињавање
Како се конзервативна терапија, све већег броја рањеника показала недовољна, др Петровић и др Суботић, били су упућивани на активно хируршко
лечење, тј „септичан рат”. Наиме услед нагомилавања рањеника, многих артиљеријских повреда, позиционе борбе на загађеном земљишту, повлачења и других отежавајућих околности, јављао се све већи број повредђених са мање или више тешким компликацијама: гасним флегмонама, гангренама,
тетанусом и другим инфекцијама рана. Повреде су такође по захваћености делова тела биле обимне и вишеструке. „Компликације су биле
веома честе, страшне, а умирање је било поражавајуће”[34]. У таквим условима др Михаилу Петровићи није преостало ништа друго већ да са својим сарадницима да активни став у хируршком третману (обрада, отворена рана и дренажа) допуни и радикалном хируршком обрадом ране.
И поред великог знања хирурга болнице, дијагностичког рендген апарат и велике помоћ др Лудвига Хиршфелда, пријатеља Срба, у свом раду лекари болнице су били принуђени на импровизације. О томе, др Михаило Петровић пише:
| „ | Тако смо импровизовали удлаге, стерилизаторе и апарате за дестилацију воде. Градили смо куће, операционе сале, ортопедске апарате, итд, да су нарочито Енглези, а доцније Американци, долазили да узимају код нас "мустру" за те послове. | ” |

Специјалистичко збрињавање повреда и болести очију
Због појаве све већег прилива у болницу војника са знацима губитка вида - кокошјег слепила (хемералопије), на иницијативу очног лекара др Нешића, хиљаде српских војника са хемералопијом, и са другим акутним обољењима ока и хроничним променама хориоидеје, ретине и оптичког нерва, спашени су да не ослепе. Једино захваљујући овој болници и активном приступу лечења болести ока од стране др Нешића и других лекара тај велики број очних болесника није отишао у инвалиде, већ су враћен и војсци и својима породицама као излечени.